# Oaza Zatokowa
Oaza Zatokowa – hipotetyczna kraina istniejąca przed końcem ostatniego zlodowacenia na terenie obecnej Zatoki Perskiej.
Ludzie zamieszkiwali południe Półwyspu Arabskiego być może już 100.000 lat temu. Przypuszcza się, że dzisiejszy obszar Zatoki Perskiej był zasiedlany i rozwijano na nim kulturę w okresie ostatniego zlodowacenia, kiedy poziom oceanów był niższy o około 100 metrów (ruchy eustatyczne).
Przez krainę prawdopodobnie przepływały Tygrys, Eufrat, Karun i Wadi Batin.
Następnie wskutek topienia się lodowców i podnoszenia się poziomów oceanów teren ten został zalany. 
Istnieją teorie łączące Oazę Zatokową z biblijnym Edenem i potopem.